# Cornellana
Cornellana  (Corniana o Curniana en asturiano, y oficialmente Corniana/Cornellana) es una localidad y parroquia del concejo de Salas, en Asturias, España. Su templo parroquial está dedicado a San Juan.

## Toponimia
Con un origen incierto, se ha sugerido que el nombre proviene de una deformación del nombre de un asentamiento tardorromano, o de la Alta Edad Media, que toma el nombre de su dueño Cornelio. Así de Villa Cornelia se llegaría a Cornellana.

## Geografía
Situada en el valle de la confluencia de los ricos ríos Narcea y Nonaya su altitud mínima la marca el propio Narcea con 38 metros en sus orillas, y el punto más alto  el Alto de Santa Eufemia, de 478 metros, siendo la altitud del lugar de Cornellana de 54 metros. Tiene una extensión de 10,43 km². Está situada a 10 km de la capital del concejo, Salas, y a 30 de la capital de la comunidad, Oviedo.

## Historia
En el lugar de Sobrerriba se han encontrado herramientas prehistóricas que indican presencia de homínidos en el paleolítico inferior o medio.
Ya en la Edad Antigua, dentro del gran volumen de castros identificados en el valle del Narcea, se sitúa uno dentro de los límites de la parroquia, concretamente en la Peña la Cabra, en Las Nisales.
Aunque el antiguo puente que cruzaba el Narcea a la altura de Las Casas del Puente, es el probable lugar en el que el rey Ramiro I derrotó al Conde Nepociano en una batalla por el trono sobre el año 843 de nuestra era, y el propio nombre parece sugerir una explotación romana en el lugar, la primera mención cierta al lugar de Cornellana proviene de un documento que dona la iglesia de San Martín, hoy desaparecida, a la catedral de Oviedo a finales del siglo IX.
En el año 1024 la infanta Cristina funda el monasterio, que será cedido a la orden de Cluny en 1122 por el conde Suero Bermúdez. Desde este momento, y hasta su desaparición en 1835 como consecuencia de la desamortización de Mendizabal, el monasterio será el centro de la vida de la localidad.

## Barrios y aldeas (Padrón 2021)
- Candanonegro (casería) (Candalunegru en asturiano y oficialmente[1])- 6 habitantes.
- Carbajal (casería) (Carbayal[1]) - deshabitado.
- Cornellana (lugar)(Corniana[1]) - 541 habitantes.
- Fajas (lugar) (Faxas[1]) - 6 habitantes.
- Folguerinas (lugar) (Folgueirinas[1]) - 11 habitantes.
- Fresnedo (lugar) (Freisnéu[1]) - 8 habitantes.
- La Pesquera (casería) - 3 habitantes.
- La Reguera (casería) - 3 habitantes.
- La Vega (casería) (La Veiga[1]) - deshabitado.
- Las Nisales (aldea)- 8 habitantes.
- Quintoños (aldea) - 14 habitantes.
- Rondero (aldea) (Rondeiru[1]) - 16 habitantes.
- Santa Eufemia (aldea) (Santa Ufemia[1]) - 24 habitantes.
- Santueñina (Santueña[1]) (casería) - 5 habitantes.
- Sobrerriba (lugar) (Suburriba[1]) - 48 habitantes.
- Vega de los Paredos (casería)(La Venta[1]) - 1 habitante.
- Verdugos (Los Verdugos[1]) (aldea) - 12 habitantes.

## Transporte
Cornellana ha sido un lugar de paso y cruce de caminos importantes desde la antigüedad. Hay constancia de un puente de posible construcción romana que estaba en uso en la Alta Edad Media que dejó de usarse y mantenerse por un cambio en el curso del río que dejó el puente en seco, y que a finales del siglo XVIII Jovellanos lo describe en estado ruinoso. Dicho puente era usado tanto por un ramal de la cercana Vía de la Mesa como del camino primitivo a Santiago.
En la década de los 40 del siglo XX el gobierno construyó una vía férrea que unía Pravia con Cangas del Narcea y pasaba por la localidad, pero esta nunca llegó a abrirse.
En la actualidad, varias vías de importancia pasan por la localidad o tienen comienzo o fin en ella, destacando entre todas la Autovía Oviedo-La Espina, finalizada en su tramo hasta Cornellana en 2017 y que permite comunicar la localidad por vías de alta capacidad con localidades como Oviedo, Gijón, León o Madrid y que en un futuro se ha proyectado como la segunda salida desde Asturias hacia la meseta, a través de la zona de el Bierzo.
Red viaria principal
| Tipo             | Identificador | Denominación                             | Itinerario |
| ---------------- | ------------- | ---------------------------------------- | --- |
| Autovías         | A-63          | Autovía Oviedo-La Espina                 | Oviedo - Grado - Cornellana - La Espina |
| Otras carreteras | N-634         | Carretera Nacional N-634                 | San Sebastián - Bilbao - Solares - Llanes - Oviedo - Luarca - Ribadeo - Baamonde - La Coruña |
| Otras carreteras | AS-15         | Carretera Cornellana - Puerto de Cerredo | Cornellana - Puente San Martín - Soto de los Infantes - Soto de la Barca - La Florida - Puente del Infierno - Cangas del Narcea - La Regla de Perandones - Ventanueva de Rengos - Degaña - Puerto de Cerredo |
| Otras carreteras | AS-16         | Carretera Soto del Barco-Cornellana      | Soto del Barco - Pravia - Cornellana |
| Otras carreteras | AS-347        | Carretera Pravia-Cornellana              | Pravia - Forcinas - Corias - Cornellana |
| Otras carreteras | AS-38         | Carretera Cornellana-San Román           | Cornellana - Otero - San Tirso - San Román |

## Cultura

### Fiestas locales
- San Juan - 24 de junio. Se realiza la tradicional "Foguera de San Juan"
- Nuestra Señora - 15 de agosto: El día 14 de agosto, como apertura de las fiestas de Cornellana, es tradición la celebración de una espicha en el claustro del Monasterio, en la que los vecinos asistentes aportan diferentes comidas típicas.

### Ferias
- Feria del Salmón (Capenastur) Coincidiendo todos los años con la apertura de la temporada de pesca del salmón,

Feria que se celebra coincidiendo con la apertura de la temporada de pesca del salmón, en la que se realiza, si las condiciones necesarias dan la oportunidad, la subasta del "Campanu" de Asturias. Se considera Campanu de Asturias a estos efectos el primer salmón válidamente precintado en los centros oficiales establecidos, como se ha considerado en el resto de ediciones de la feria y prevé el Reglamento regulador de la Subasta.
El término "Campanu" se acuña en Cornellana, cuando al avistar los vecinos del pueblo los primeros salmones remontar las aguas del río Narcea, se lo comunicaban a los monjes del Monasterio de Cornellana, que hacían repicar las campanas para de esa manera informar de tal acontecimiento a toda la comarca, ya que la llegada de este pez, traía abundantes beneficios.

### Arte

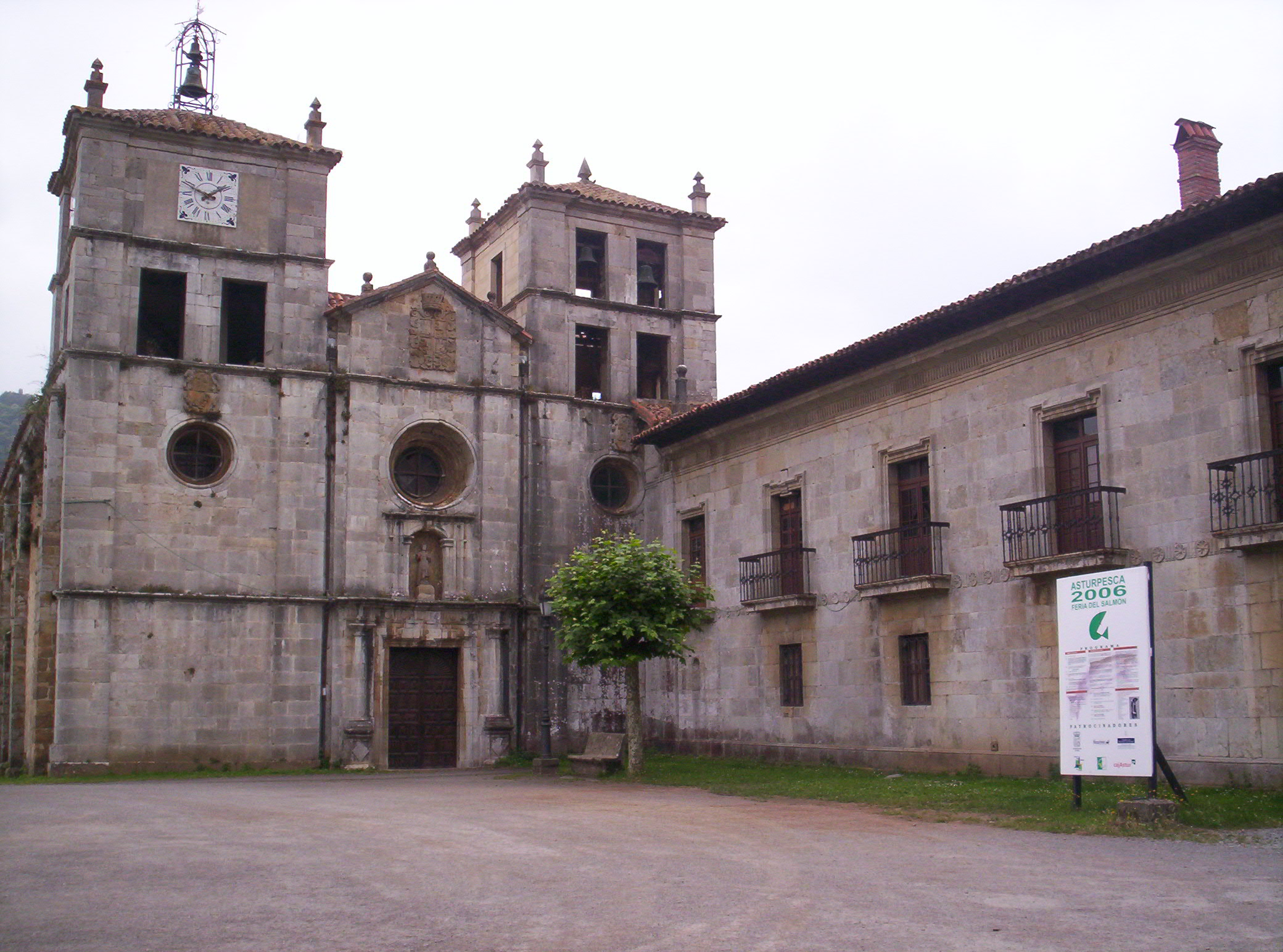
Monasterio de San Salvador de Cornellana

- Real Monasterio de San Salvador de Cornellana

## Deportes
- C.D. Cornellana

Fundado en 1966 
Participó en la Segunda Regional Asturiana entre las temporadas 1966-1967 y 1989-1990.
Tras la desaparición durante casi una década se refundó en 1999 disputando su último partido en la temporada 2009-2010 
En 2023 vuelve a ser refundado como C.D.B. Cornellana.
Palmarés:
- 1969-1970. 3.º en la Liga. Disputando la fase de ascenso en la que no pudo conseguirlo.
- 1989-1990 CAMPEÓN. Ese año el campeón de liga no ascendía directamente y tuvo que jugar una fase de ascenso en la que no logró ascender.
- 2004-2005 5.º clasificado en Liga logra su primer ASCENSO directo a Primera Regional.
- 2006-2007 Subcampeón de Liga, logra el ASCENSO a Primera Regional tras una emocionante fase de ascenso en la que derrota al Real Oviedo B en la final

## Personas destacadas
- Jaime Menéndez Fernández "El Chato" (25 de junio de 1901 - 30 de enero de 1969) intelectual, periodista, escritor, comisario político
- Rubén Darío Velázquez Juarros (1934) Pintor galardonado con numerosos premios.[11]